# Tour des Fjords

Logo der Tour des Fjords

Die Tour des Fjords war ein norwegisches Straßenradrennen.
Von 2008 bis 2012 wurde das Rennen in und um Stavanger in der Provinz Rogaland unter dem Namen Rogaland Grand Prix als Eintagesrennen ausgetragen. Anfangs noch zur Kategorie 1.2 gehörend, erfuhr es 2012 eine Aufwertung in die Kategorie 1.1 der UCI Europe Tour. Zur Saison 2013 wurde das Rennen als Etappenrennen der Kategorie 2.1 ausgetragen und in „Tour des Fjords“ umbenannt. 2018 wurde es in die Kategorie 2.HC klassiert.
In der ersten Auflage wurde das Rennen an drei Tagen mit vier Etappen, darunter auch einem Mannschaftszeitfahren, ausgetragen. Seit 2014 fand es an 5 Tagen, mit jeweils einer Etappe statt. Auf das Mannschaftszeitfahren wurde seitdem verzichtet.
Der Organisator des Rennens Tour de Fjords AS, der auch Hammer Stavanger organisiert, übernahm vor der Austragung 2019 die Tour of Norway und legte die beiden Rennen unter dem Namen der Tour of Norway zusammen, die zusammen mit Hammer Stavanger ein neuntägiges Radsportereignis bildete.

## Siegerliste
Tour des Fjords
- 2018  Michael Albasini
- 2017  Edvald Boasson Hagen
- 2016  Alexander Kristoff
- 2015  Marco Haller
- 2014  Alexander Kristoff
- 2013  Sergei Tschernezki

Rogaland Grand Prix
- 2012  Antonio Piedra
- 2011  Frederik Wilmann
- 2010  Witalij Popkow
- 2009  Håvard Nybø
- 2008  Michael Tronborg